# Hôtel de ville de Craponne-sur-Arzon
L'hôtel de ville de Craponne-sur-Arzon est un hôtel de ville situé en France sur la commune de Craponne-sur-Arzon, dans la région Auvergne-Rhône-Alpes.

## Localisation
L'hôtel de ville est situé dans le département français de la Haute-Loire, sur la commune de Craponne-sur-Arzon, dans l'ancienne région administrative d'Auvergne.

## Historique
Construit en 1913 à Craponne, l'hôtel de ville adopte un style néo-gothique singulièrement novateur et a été financé par Félix Allard, un résident local et entrepreneur en travaux publics.

## Protection
L'hôtel de ville est inscrit au titre des monuments historiques par arrêté du 5 décembre 2016.